# Gavin Broder
Gavin Broder (ur. 1959) – rabin, w latach 1996–2000 naczelny rabin Irlandii. Jego zaprzysiężenie na ten urząd odbyło się w 1996 roku, w synagodze Adelaide Street w Dublinie; miał wtedy 37 lat. Obecnie mieszka w Londynie.